# 吴徐徐氏宗祠
吴徐徐氏宗祠位于中国浙江省宁波市鄞州区横溪镇吴徐村徐家自然村，民国建筑，主体坐北朝南，合院式结构，由前后二进及左右厢房四幢单体建筑构成，厢房位于天井两侧，2014年7月16日公布为鄞州区文物保护单位。